# Eden (álbum de Faun)
Eden es un álbum conceptual y el sexto álbum de estudio de Faun, fue lanzado en 2011.

## Letras y conceptos
El álbum abarca varios temas diferentes como mitología griega, incluyendo "Hymn to Pan" acerca el dios griego Pan y "Arcadia" acerca de la región de Grecia que presuntamente era el hogar de Pan. Otras canciones tratan de otras mitologías: "Lupercalia" acerca del antiguo festival romano, "Iduna" acerca de la diosa nórdica, y "Adam lay Ybounden" y "Golden Apples" ambos acerca de la narración bíblica del Jardín del Edén.
Algunas canciones son adaptaciones de melodías más antiguas, "The Butterfly" es una melodía irlandesa, "Oyneng Yar" es una canción Uigur, "Polska från Larsson" es una melodía sueca, y "Ynis Avalach" es una melodía celta.
"Zeitgeist" destaca porque trata del conflicto entre la naturaleza y la sociedad moderna y no el paganismo directamente. "The Market Song" trata sobre las ferias y mercados que se organizaron a través de los siglos y funcionan como lugares de encuentro donde las culturas se encuentran, fluyen las ideas y está dedicado a los arreglistas de Faerieworlds, Castlefest, Festival Medieval , Wave-Gotik-Treffen y el espectáculo Mittelalterlich. La canción incorpora elementos de la canción tradicional inglesa "Copshawholme Fair".
Cabe señalar que las canciones están muy elaboradas en la portada del álbum, donde cada una tiene sus letras, notas e imágenes de acompañamiento, las ilustraciones para la carátula y el folleto fueron hechos por el ilustrador de fantasía Brian Froud. Algunas canciones están referenciadas con poesía: Heinrich von Kleist en "Zeitgeist", Kenneth Grahame en "Hymn to Pan", Joseph Conrad e Ingeborg Bachmann en "Pearl", extractos de la Edda en "Polska från Larsson", y finalmente Sir Arthur Eddington y Rumi en "Golden Apples".

## Lista de canciones
| N.º | Título                | Duración |  |
| 1.  | «Lupercalia»          | 3:15     |  |
| 2.  | «Zeitgeist»           | 4:02     |  |
| 3.  | «Iduna»               | 3:21     |  |
| 4.  | «The Butterfly»       | 1:33     |  |
| 5.  | «Adam lay Ybounden»   | 4:36     |  |
| 6.  | «Hymn to Pan»         | 6:56     |  |
| 7.  | «Pearl»               | 5:04     |  |
| 8.  | «Oyneng Yar»          | 5:33     |  |
| 9.  | «Polska från Larsson» | 4:37     |  |
| 10. | «Alba»                | 7:17     |  |
| 11. | «Ynis Avalach»        | 5:08     |  |
| 12. | «Arcadia»             | 7:16     |  |
| 13. | «The Market Song»     | 5:50     |  |
| 14. | «Golden Apples»       | 7:34     |  |